# Мальпиги, Марчелло

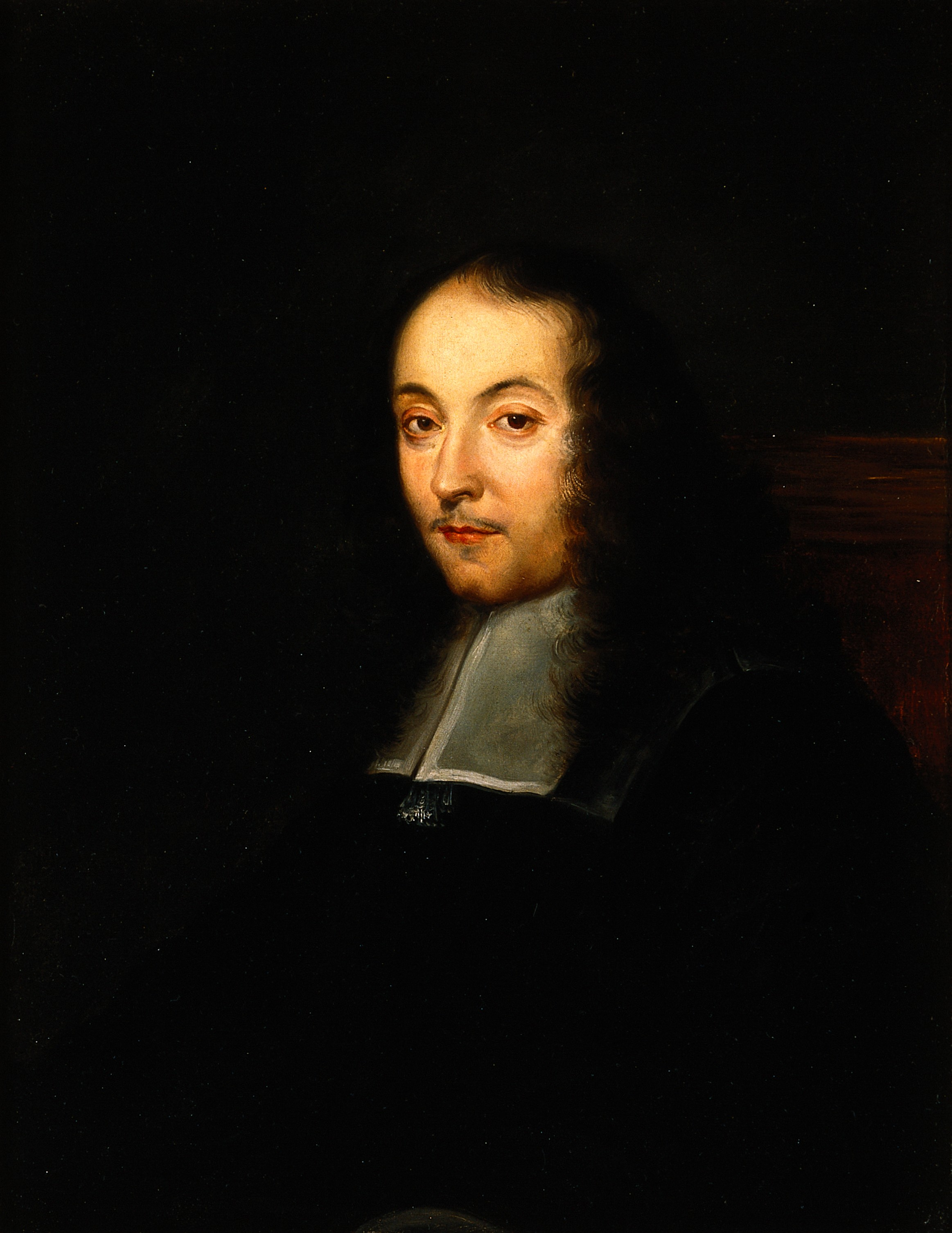
Марчелло Мальпиги

Марче́лло Мальпи́ги (итал. Marcello Malpighi; 10 марта 1628, Кревалькоре, Болонья — 29 ноября 1694, Рим) — итальянский биолог и врач.
Один из основоположников микроскопической анатомии растений и животных, проводил исследования в области гистологии, эмбриологии и сравнительной анатомии.
Член Лондонского королевского общества (1669).

## Академическая карьера
В 17 лет поступил в Болонский университет, окончил в 1653 году, получив степень доктора медицины. В 1656 году занял должность профессора в этом университете.
Вскоре стал профессором теоретической медицины Пизанского университета и на три года переехал в Пизу. В Пизе познакомился с Джованни Борелли, оказавшим большое влияние на взгляды Мальпиги. Борелли развивал идеи ятрофизики, рассматривавшей физиологические и анатомические явления с точки зрения механики.
В 1659 году Мальпиги вернулся в Болонью, с 1662 по 1666 годы был профессором университета в Мессине, затем был вынужден возвратиться обратно в Болонский университет, где преподавал практическую медицину до 1691 года.
В 1691 году папа Иннокентий XII пригласил Мальпиги в Рим в качестве лечащего врача. Преподавал медицину в Папском колледже.

## Исследования
Большинство результатов исследований Мальпиги публиковалось в журнале Лондонского королевского общества. Первая статья была опубликована в 1661 году.
В 1667 году редактор журнала Лондонского королевского общества Генри Олденбург предложил Мальпиги вести регулярную переписку. Год спустя Мальпиги стал членом Лондонского королевского общества.
В своих исследованиях Мальпиги одним из первых использовал микроскоп, дававший увеличение до 180 раз. Впервые наблюдал капилляры в лёгких и открыл связь между артериями и венами, что не удалось Уильяму Гарвею, описавшему большой и малый круги кровообращения.
Исследуя строение шелковичного червя, открыл трахеи — органы дыхания членистоногих в виде маленьких воздухоносных трубочек, пронизывающих тело насекомого. Наблюдал почечные канальцы, заложив первые представления о мочеиспускании.

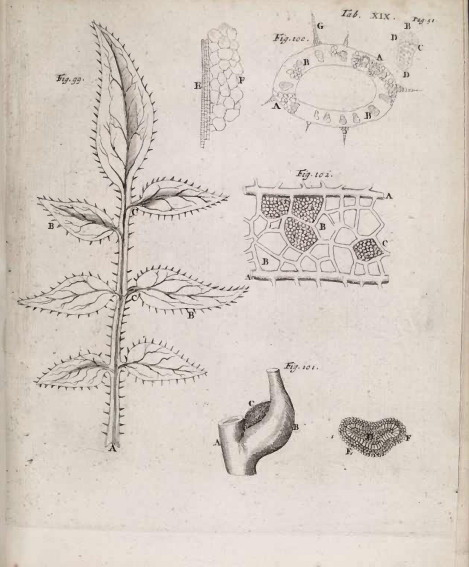
Иллюстрация из книги Мальпиги «Анатомия растений», 1671 год. Таблица XIX

Установил наличие восходящего и нисходящего токов веществ в растениях и высказал догадку о роли листьев как органов питания растений.
Описал лимфатические тельца селезёнки, выделительные органы паукообразных, многоножек и насекомых, ростковый слой кожи, кровяные тельца, альвеолы лёгких, вкусовые сосочки языка, кишечные крипты и другое.
С помощью микроскопа обнаружил органы на стадиях развития цыплёнка, на которых ранее не удавалось видеть сформированные части зародыша. Развитие зародыша Мальпиги рассматривал с точки зрения идей преформизма, полагая, что зародыш уже находится в сформированном состоянии в яйце, а во время развития происходит лишь увеличение частей уже сформированного организма.
Написал двухтомный труд «Анатомия растений» (1671, опубликован в 1675—1679 годах) — самое исчерпывающее на то время микроскопическое исследование анатомии растений. Здесь он описал клеточное строение растений (клетки — «мешочки» и «пузырьки») и выделил тип тканей — волокна. Его труд, вместе с трудом Неемии Грю, служил в течение более 100 лет единственным источником познаний об анатомии растений.
Именем Мальпиги названы некоторые открытые им органы и структуры: мальпигиевы тельца (в почках и селезёнке), мальпигиев слой (в коже), мальпигиевы сосуды (у паукообразных, многоножек и насекомых). В растительном царстве в честь него назван род Malpighia Plum. ex L., от названия которого образованы названия таксонов более высокого ранга — подсемейства Malpighioideae, семейства Malpighiaceae и порядка Malpighiales.

Иллюстрация из книги Мальпиги «Opera omnia»

Помимо отдельных изданий работ, сочинения Мальпиги были собраны под названием «Opera omnia, seu, Thesaurus locupletissimus botanico-medico-anatomicus: viginti quator tractatus complectens et in duos tomos distributus, quorum tractatum seriem videre est dedicatione absoluta» (Лондон, 1686—1688, и Лейден, 1687); кроме того, были изданы «Opera posthuma, et vita a seipso scripta» (Лондон, 1697) и «Opera medica et anatomica varia» (Венеция, 1743).
Мальпиги умер 30 ноября 1694 от инсульта.

## Научные работы
- De Pulmonibus, 1661

Opere, 1687

- Epistolae Anatomicae de Cerebro ac Lingua, 1665
- De Externo Tactus Organo, 1665
- De viscerum structura exercitatio anatomica, 1666
- De polypo cordis, 1666
- Dissertatio epistolica de bombyce, 1669
- Anatomia Plantarum, 1671
- De Formatione Pulli in Ovo, 1673
- De ovo incubato, 1675
- Opera omnia, seu Thesaurus locupletissimus botanico-medico-anatomicus, 1687
- De Structura Glandularum Conglobatarum, 1689